# Idioma vurës
vurës (Vureas, Vures) es una lengua oceánica hablada en la zona sur de la isla de Vanua Lava, en las islas Banks del norte de Vanuatu, por unos 2000 hablantes.
Vurës fue descrito por la lingüista Catriona Malau, en forma de gramática y diccionario.

## Nombres
El nombre Vurës [βyˈrœs] lleva el nombre de la bahía ubicada en el suroeste de Vanua Lava en el idioma mismo. En Mota, la bahía se conoce como Vureas [βureas]. Los cognados en otras lenguas Torres-Banks incluyen Mwotlap Vuyes [βuˈjɛs] . Estos provienen de una forma reconstruida del Proto-Torres-Banks *βureas(i,u), con una vocal alta final desconocida.

### Dialectología
Vurës muestra suficientes similitudes con el idioma vecino Mwesen que los dos a veces han sido considerados dialectos de un solo idioma, a veces llamado Mosina (por el nombre de la aldea de Mwesen en el idioma Mota).  Y de hecho, un estudio glotométrico de 2018 ha calculado que Vurës y Mwesen comparten el 85% de sus innovaciones históricas, lo que revela una larga historia de desarrollo compartido entre estas dos lecturas.
Sin embargo, los estudios han demostrado que Mwesen y Vurës tienen varias diferencias, en sus sistemas vocálicos,  en sus artículos sustantivos, en sus paradigmas de pronombres, suficientes para ser considerados claramente distintos.

## Fonológia

### Consonantes
|             |             | Labiovelares | Labiales | Dentales | Alveolares | Velares | Glotales |
| ----------- | ----------- | ------------ | -------- | -------- | ---------- | ------- | -------- |
| Oclusivas   | Sordas      | k͡pʷ ⟨q⟩      |          | t̪ ⟨t⟩    |            | k ⟨k⟩   | (ʔ)      |
| Oclusivas   | prenasales  |              | ᵐb ⟨b⟩   | ⁿd̪ ⟨d⟩   |            |         |          |
| Nasales     | Nasales     | ŋ͡mʷ ⟨m̄⟩      | m ⟨m⟩    |          | n ⟨n⟩      | ŋ ⟨n̄⟩   |          |
| Fricativas  | Fricativas  |              | β ⟨v⟩    |          | s ⟨s⟩      | ɣ ⟨g⟩   |          |
| Liquida     | róticas     |              |          |          | r ⟨r⟩      |         |          |
| Liquida     | laterales   |              |          |          | l ⟨l⟩      |         |          |
| Semivocales | Semivocales | w ⟨w⟩        |          |          |            |         |          |

- /r/ también se escucha como una vibrante simple ɾ en variación libre.
- La oclusiva glotal /ʔ/ rara vez aparece en algunas palabras.
- /β/ se escucha como p̚ antes de una parada sin voz.
- /k͡pʷ/ se escucha como k͡p cuando precede a otra consonante.
- Los sonidos oclusivos /t̪ k/ se aspiran Archivo de audio "t̪ʰ kʰ" no encontrado antes de las vocales.[8]

### Vocales
Hay 9 fonemas vocalicos.  Todos estos son monoftongos cortos /i e ɛ a œ ø y ɔ o/:
|                   | Anteriores  | Anteriores | Posteriores |
| planas            | redondeadas |            | Posteriores |
| ----------------- | ----------- | ---------- | ----------- |
| Cerradas          | i ⟨i⟩       | y ⟨u⟩      | (ʊ) u       |
| Semicerradas      | e ⟨ē⟩       | ø ⟨ö⟩      | o ⟨ō⟩       |
| Vocal semiabierta | ɛ ⟨e⟩       | œ ⟨ë⟩      | ɔ ⟨o⟩       |
| Abierta           | a ⟨a⟩       | a ⟨a⟩      | a ⟨a⟩       |

- [ʊ] es solo un sonido marginal que ocurre en una pequeña cantidad de palabras, en su mayoría préstamos.[8]
- El inventario vocal también incluye un diptongo.[i͡a] ia.[11]